# Hotta Masayoshi

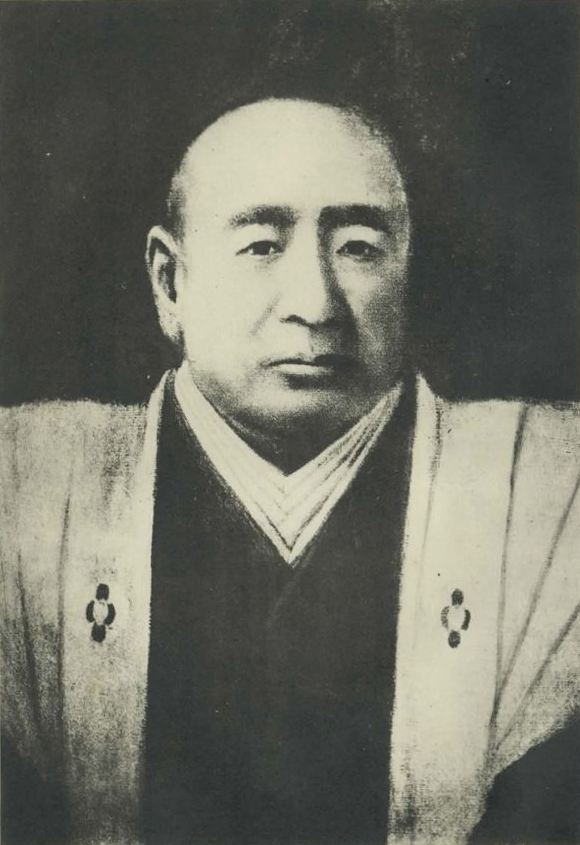
Hotta Masayoshi

Hotta Masayoshi (堀田 正睦) (nascido a 30 de agosto de 1810, faleceu a 26 de abril de 1864 em Sakura, Japão) foi um daimyo japonês durante o período Edo e uma proeminente figura do shogunato Tokugawa. Hotta foi o conselheiro do shogun (rōjū) entre 1837 e 1843, repetindo o cargo entre 1855 e 1858. Hotta sucedeu Abe Masahiro, e em seus anos no cargo teve que lidar com a questão do Tratado Harris.
| Precedido por Hotta Masachika | 5th (Hotta) Senhor de Sakura 1825–1859 | Sucedido por Hotta Masamichi |